# Lepadichthys trishula
Lepadichthys trishula é uma pequena espécie de peixe que foi descoberta em 2020 por Fujiwara, Hagiwara e Motomura. Sua distribuição é desconhecida, mas com ocorrência no sul do Japão. 